# Hrastnik, Moravče
Hrastnik je naselje v Občini Moravče.